# Anna Matusiak
Anna Maria Matusiak-Rześniowiecka (ur. 23 lipca 1984 w Głogowie) – polska dziennikarka i prezenterka telewizyjna i radiowa, wykładowca akademicki, felietonistka, pisarka, trenerka wystąpień publicznych. Założycielka agencji ślubnej „Ann&Kate Wedding Planners” i wiceprezes Polskiego Stowarzyszenia Branży Ślubnej.

## Życiorys
Po ukończeniu studiów na Uniwersytecie Wrocławskim na kierunkach „filologia polska” i „teatrologia” rozpoczęła studia doktoranckie na wydziale kulturoznawstwa w Szkole Wyższej Psychologii Społecznej w Warszawie.
W 2000 rozpoczęła karierę dziennikarską, nawiązując współpracę z Telewizją Regionalną Zagłębia Miedziowego w Lubinie przy realizacji programów Kto rano wstaje i Informacje TVL. W latach 2004–2009 pracowała we wrocławskim ośrodku Telewizji Polskiej, dla której prowadziła program turystyczny Region na obcasach, magazyn kulturalny Trzymaj z 3, teleturniej Skarby nieodkryte oraz serwis informacyjny Fakty. W grudniu 2006 została okrzyknięta najlepszym prezenterem prognozy pogody podczas 13. Przeglądu i Konkursu Dziennikarskiego Oddziałów Terenowych TVP. W 2008 współpracowała z Notatnikiem Teatralnym. W latach 2008–2009 prowadziła autorską audycję Ostatni Akt we wrocławskim oddziale Polskiego Radia.
W 2009 została redaktorką Polskiego Radia RDC, w którym prowadziła audycje Tak sobie myślę, Południe z Ani–muszem i Wieczór RDC. W tym samym czasie rozpoczęła współpracę z TVP Polonia, w której prowadziła serwis informacyjny Polska 24 i program turystyczny Gra w miasta, a także współprowadziła (z Arturem Orzechem) magazyn kulturalny Kulturalni PL.
Od września 2011 do września 2012 była jedną z prowadzących program śniadaniowy TVP1 Kawa czy herbata?. Pod koniec sierpnia 2011 współprowadziła koncerty Hity Na Czasie 2011 w Inowrocławiu i Bydgoszczy. Od września 2013 do września 2015 prowadziła autorski program lifestyle’owy Superstacji Na tapecie, w którym prezentowała nowości ze świata show-biznesu oraz rozmawiała z ludźmi mediów. W latach 2013–2014 przeprowadzane z nią wywiady ukazywały się na łamach magazynu Wróżka. W maju 2014 współprowadziła 20. galę magazynu Moda & Styl.

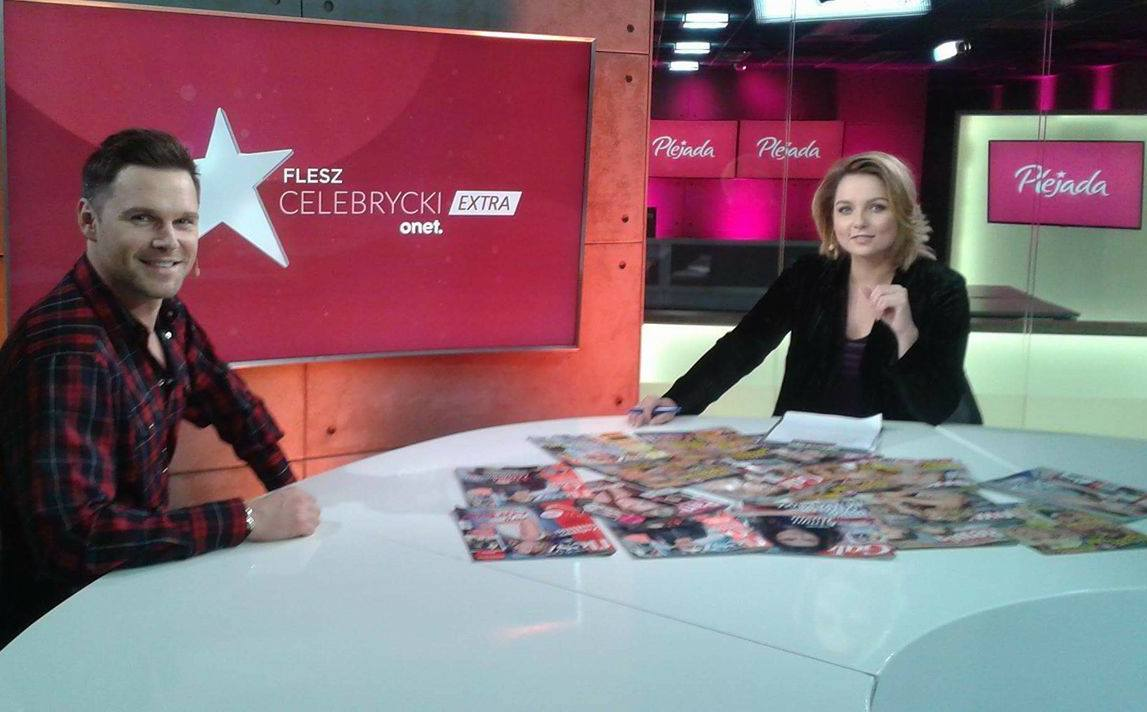
Anna Matusiak i aktor Marek Kaliszuk na planie programu Flesz Celebrycki Extra, listopad 2016

Od sierpnia 2015 współpracuje z Polskim Radiem Dzieciom, w którym prowadzi autorskie audycje: W ramach kultury i Jak daleko pada jabłko od jabłoni?. W kwietniu 2016 została redaktorką serwisu Plejada.pl, dla którego przeprowadzała wywiady z osobami ze świata show-biznesu oraz prowadziła cykl format Flesz Celebrycki Extra. Od 27 lutego 2017 prowadziła program śniadaniowy TVP1 Dzień dobry, Polsko!. Z mężem Krzysztofem Rześniowieckim prowadziła czwartkowe wydania programu TVP2 Pytanie na śniadanie Extra.
Prowadziła wiele gal, koncertów, wydarzeń i konferencji, takich jak np. gala „500 największych firm Rzeczpospolitej”, gala z okazji 25-lecia Polskiego Radia RDC, gala rozdania nagród Busineswoman i Czerwona Szpilka, gala DKMS „Pomożesz, bo możesz” czy Wielka Gala Gwiazd Plejady.
W 2017 wspólnie z Katarzyną Demale założyła Agencję Ślubną „Ann&Kate Wedding Planners”. W 2020 z Demale i Agnieszką Winnicką założyła Polskie Stowarzyszenie Branży Ślubnej, w którym pełni funkcję wiceprezesa.
Nawiązała współpracę z Katarzyną Borowską, z którą napisała dwie książki: Skazane. Historie prawdziwe (2019) i Molestowane. Historie bezbronnych (2020), obie wydane nakładem Wydawnictwa Wielka Litera. Wykładała dziennikarstwo w Dolnośląskiej Szkole Wyższej Edukacji we Wrocławiu oraz w Wyższej Szkole Dziennikarstwa im. Melchiora Wańkowicza w Warszawie.
W lipcu 2020 rozpoczęła pracę na stanowisku szefowej działu prasowego Najwyższej Izby Kontoli.

## Życie prywatne
28 czerwca 2014 poślubiła dziennikarza Krzysztofa Rześniowieckiego, którego poznała podczas pracy w TVP Wrocław. W grudniu 2017 urodziła syna.